# Ofelia (film)
Ofelia  (Ophélia) è un film del 1963 diretto da Claude Chabrol.

## Trama
Yvan è un giovane che ha appena perso il padre. Claudia, sua madre, sposa Adrien, il fratello del defunto marito. Questi si trasferisce nella tenuta della nuova famiglia. Yvan, ancora turbato dalla morte del padre, non riesce ad accettare il matrimonio della madre: si isola e si convince che sua madre e suo zio Adrien siano responsabili della morte del padre. Adrien, accusato da Yvan, viene colpito da improvviso malore e muore. Yvan viene a sapere che in realtà Adrian era il suo genitore...